# Goniądz
Goniądz là một thị trấn thuộc huyện Moniecki, tỉnh Podlaskie ở đông-bắc Ba Lan. Thị trấn có diện tích 4 km². Đến ngày 1 tháng 1 năm 2011, dân số của thị trấn là 1939 người và mật độ 453 người/km².